# Ботегино (Пиза)
Ботегино је насеље у Италији у округу Пиза, региону Тоскана.
Према процени из 2011. у насељу је живело 45 становника. Насеље се налази на надморској висини од 34 м.